# Fishdom
Fishdom — компьютерная казуальная игра в жанре «три в ряд», разработанная и изданная компанией Playrix Entertainment в 2008 году.
Задачей игры является создание и украшение виртуального аквариума. Готовый аквариум можно использовать в качестве скринсейвера.
В рамках бренда Fishdom вышла серия продолжений в разных жанрах. В апреле 2009 года состоялся выпуск Fishdom H2O: Подводная Одиссея, первого проекта Playrix в жанре Hidden Object. Также в 2009 году вышли три тематических праздничных игры — Fishdom: Хеллоуин, Fishdom: Harvest Splash и Fishdom: Зимние каникулы. В марте 2010 года состоялся выпуск социальной версии Fishdom в сети Facebook.
Помимо скачиваемых и онлайн версий для Windows, игра Fishdom стала доступной на платформах Mac, Nintendo DS и Android.

## Игровой процесс
Игрок проходит уровни, заключающиеся в поиске комбинаций по три или более фишек на игровом поле, что даёт возможность заработать деньги для создания и украшения трёх разных аквариумов. У каждого аквариума существует 3 показателя (Рыбки, Украшения, Комфорт). Игрок должен довести все три показателя до нужного уровня, в таком случае он может либо продолжить улучшать текущий аквариум, либо переходит к созданию следующего.
Каждый аквариум предполагает награды: бронзовый, серебряный и золотой кубки. Чтобы получить награду, необходимо поднять все показатели качества аквариума до необходимой величины:
- Рыбки — покупаются рыбки. Количество рыбок каждого вида не ограничено. После покупки рыбки появляются в аквариуме.
- Украшения — покупаются предметы (водоросли, ракушки, декоративные фигурки и т. п.). Количество предметов каждого вида не ограничено. Предметы можно располагать в любом месте аквариума и перемещать в любой момент времени в режиме магазина.
- Комфорт — покупаются устройства для аквариума (кормушка, аэратор, подсветка и т. п.). Устройство каждого вида можно купить только один раз, но можно делать улучшение. Устройства появляются в заранее определённом месте.

Время от времени игроку даётся подсказка относительно возможного улучшения аквариума: над той или иной рыбкой появляется изображение того, о чём она «мечтает» (партнёр или какое-либо украшение для аквариума).

## Оценки и награды игры
- Один из победителей премии iParenting Media Awards (Walt Disney Internet Group) в номинации лучшая компьютерная игра 2009 года;[1]
- Участник премии Great Game в номинации лучшая Match-3 игра (RealGames, RealNetworks, Inc.);
- Одна из лучших по итогам продаж игр 2009 года на сайте австралийской компании BigPond;[2]
- Одна из лучших игр 2009 года в номинациях Bestseller of 2009, Most Played, Most Downloaded на портале AOL;[3]
- Лучшая по результатам продаж игра в жанре «три в ряд» за всю историю игрового портала Big Fish Games;[4]
- Результаты на Casualcharts[5].